# Platonea stoechas
Platonea stoechas är en mossdjursart som beskrevs av Harmelin 1976. Platonea stoechas ingår i släktet Platonea och familjen Tubuliporidae. Inga underarter finns listade i Catalogue of Life.